# Charme-houblon
Ostrya carpinifolia
 (octobre 2019).
Si vous disposez d'ouvrages ou d'articles de référence ou si vous connaissez des sites web de qualité traitant du thème abordé ici, merci de compléter l'article en donnant les références utiles à sa vérifiabilité et en les liant à la section « Notes et références ».
Espèce
Classification phylogénétique
Statut de conservation UICN

 LC  : Préoccupation mineure
Répartition géographique

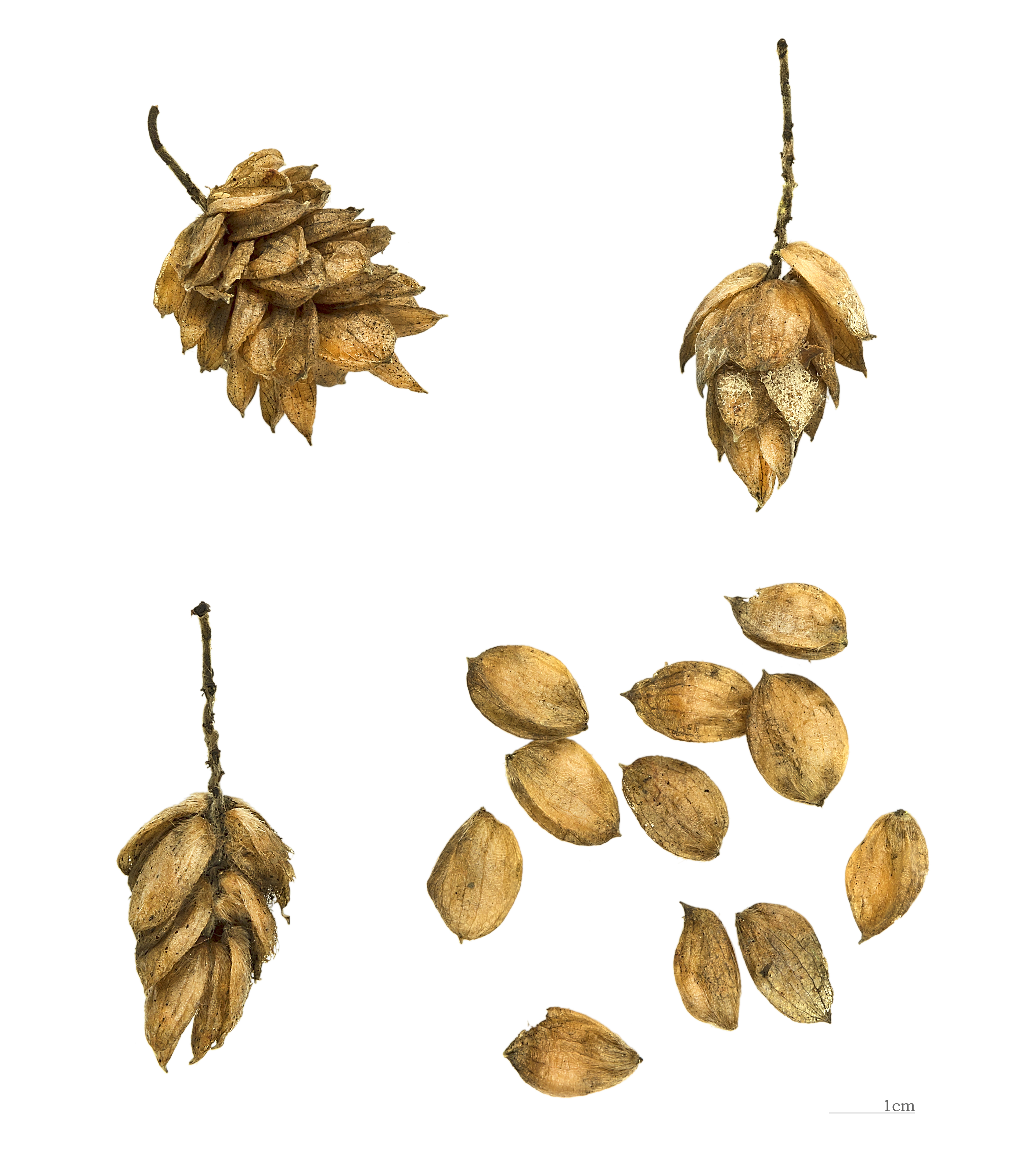
Fruits matures d Ostrya carpinifolia - Muséum de Toulouse

Le charme-houblon, Ostrya carpinifolia, ou ostryer à feuilles de charme, parfois aussi appelé bois-de-fer, est un arbre indigène des montagnes d'Europe centrale et méditerranéenne, de la famille des Betulaceae, comme le charme.

## Description
Le charme-houblon, ou ostrier (Ostrya carpinifolia), dépasse rarement les 15 mètres de hauteur. Il s'apparente au charme commun (Carpinus betulus) par la forme de ses feuilles, mais il s'en distingue par un tronc crevassé et par les fruits, qui ressemblent à ceux du houblon (d'où son nom).
Comme chez les autres Betulaceae, les fleurs mâles sont rassemblées sous forme de chatons. Elles apparaissent en avril ou mai. L'infrutescence ressemble à un petit cône où chaque graine semble enfermée dans un petit sachet. La dissémination est assurée par le vent.

Le charme-houblon au cours des saisons
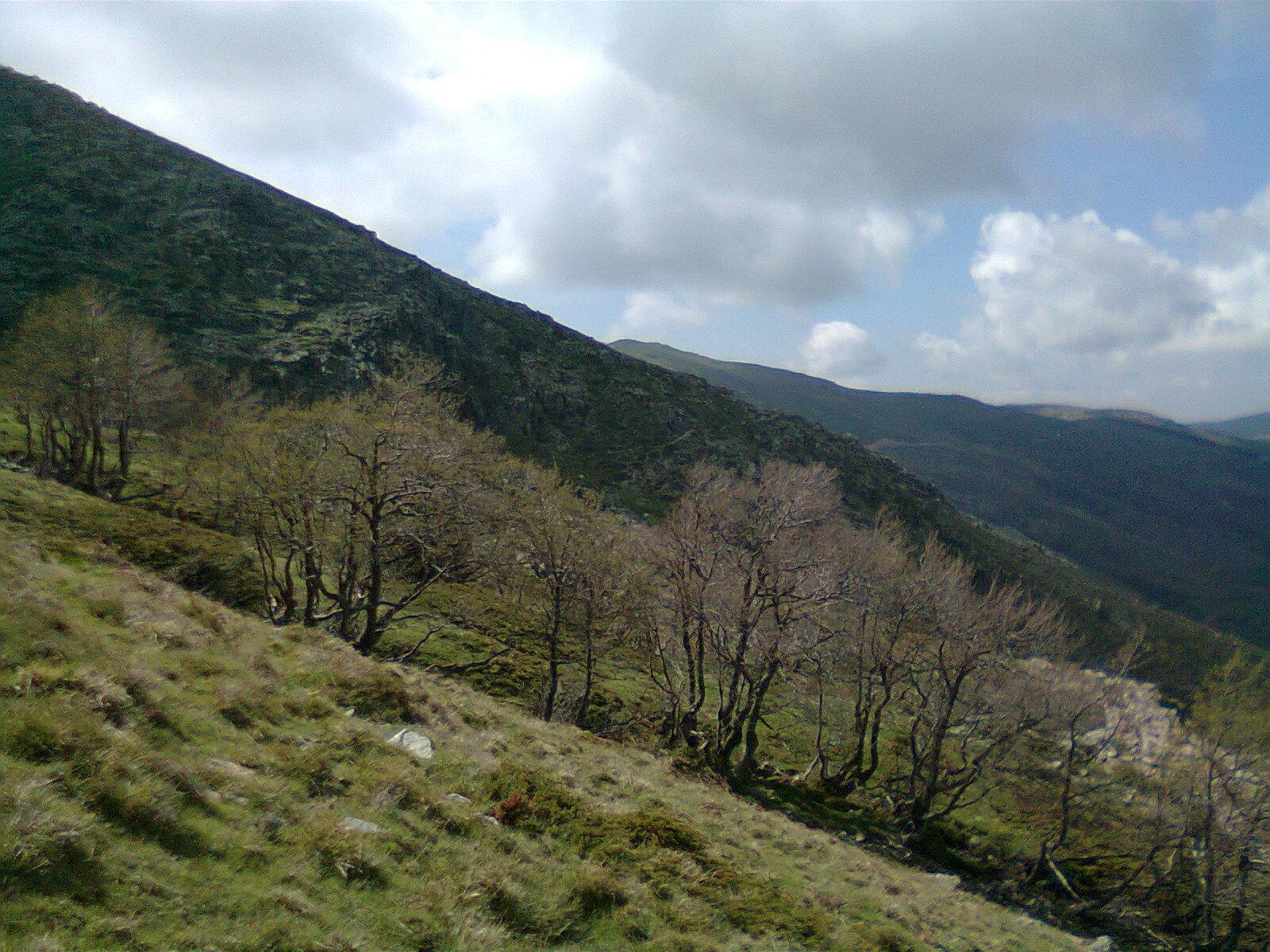
Groupe d'arbres au début du printemps
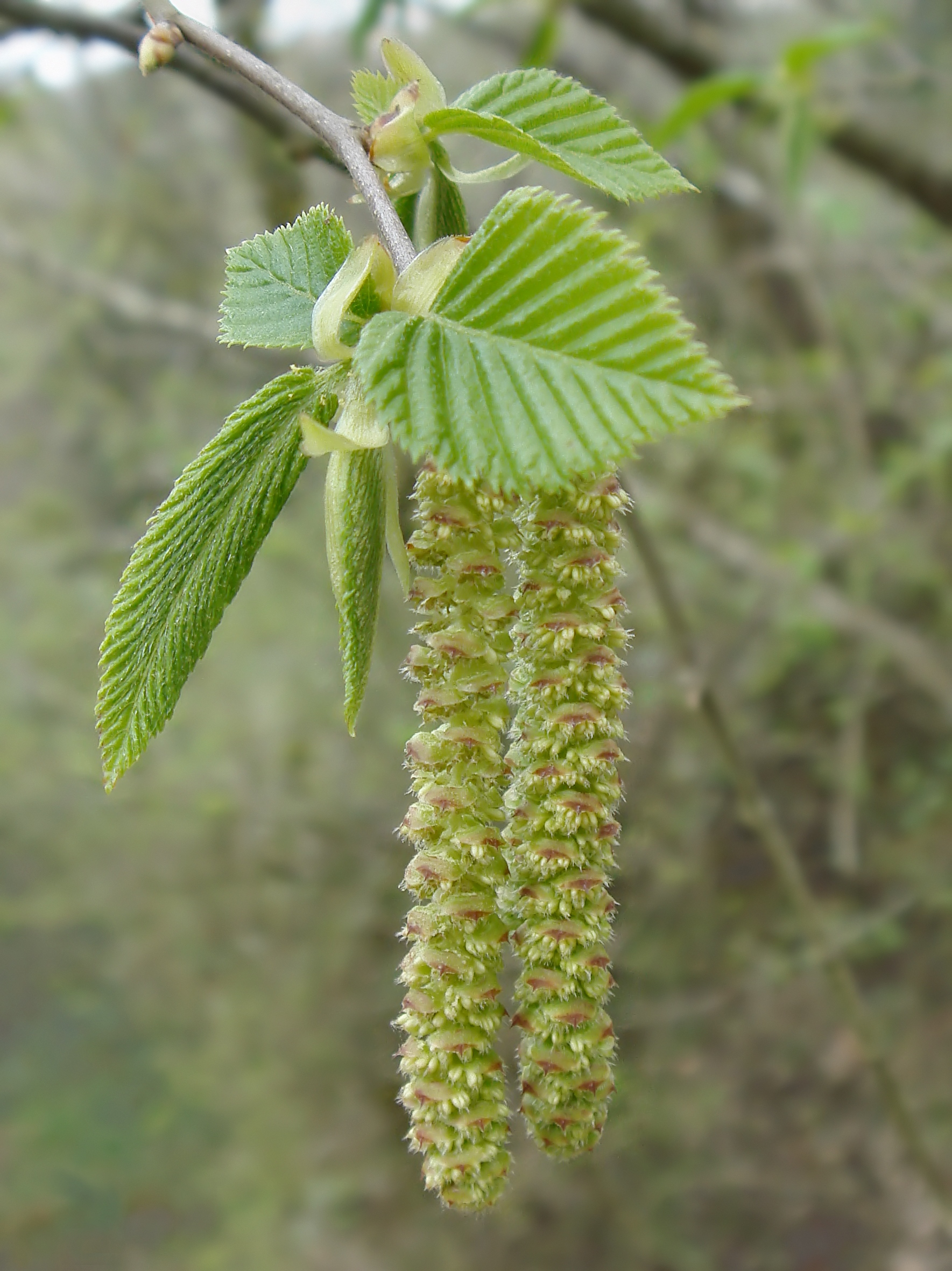
Chatons mâles au printemps
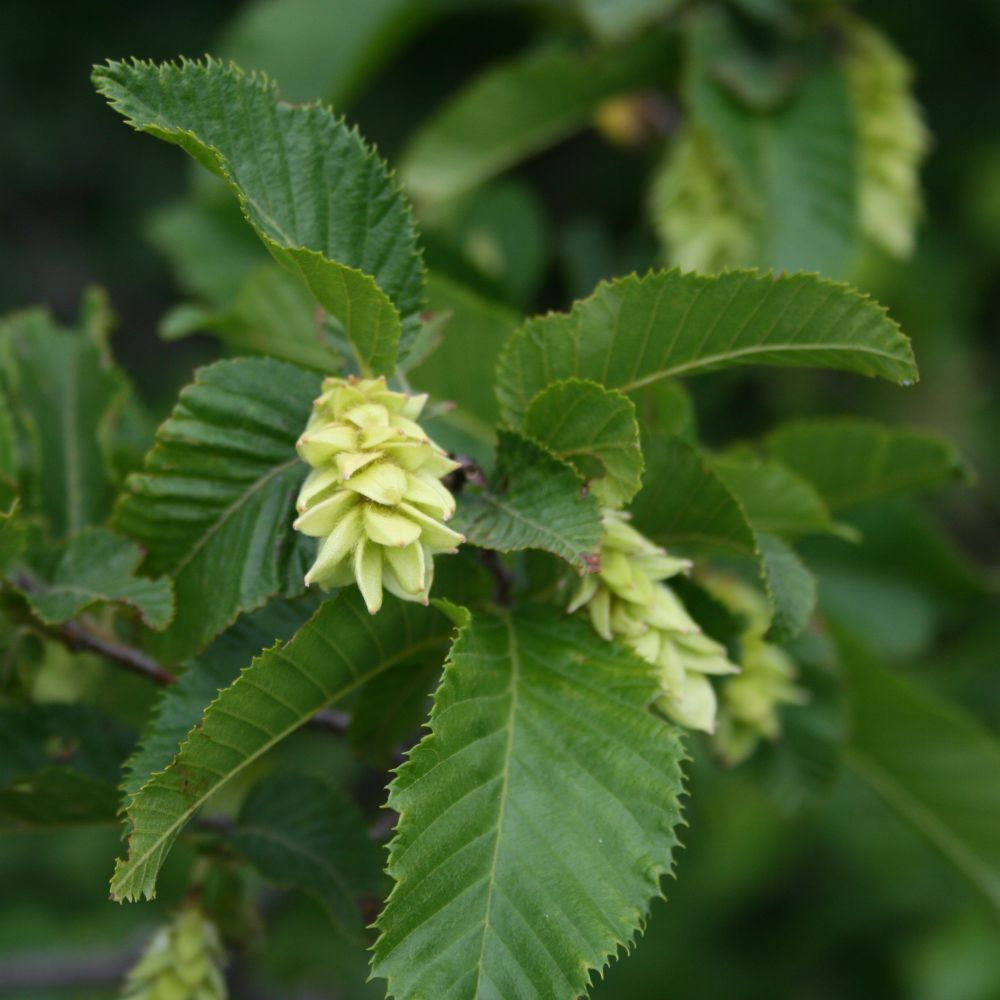
feuilles et infrutescence femelle au printemps
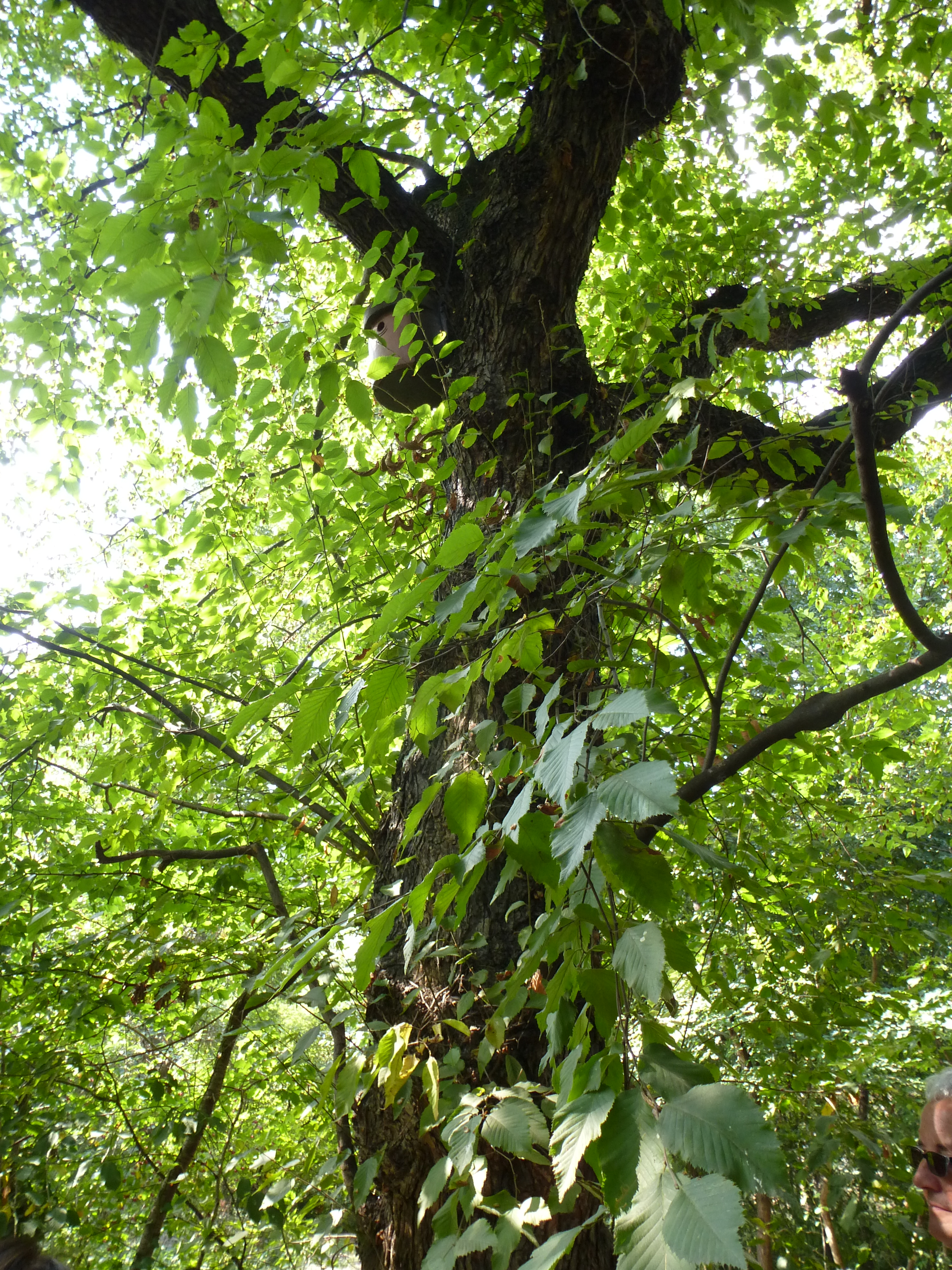
Arbre avec son feuillage d'été
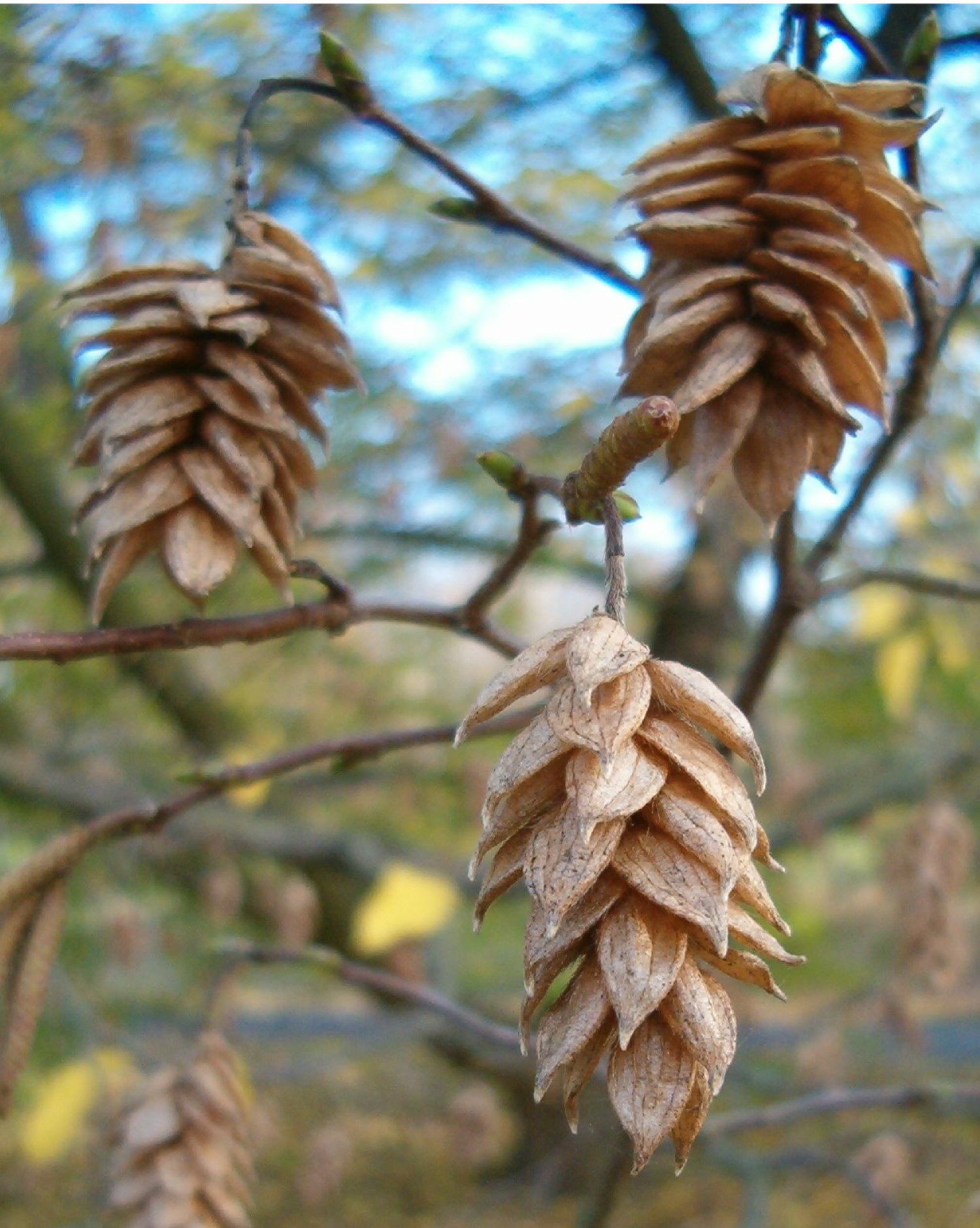
Infrutescence mature en automne
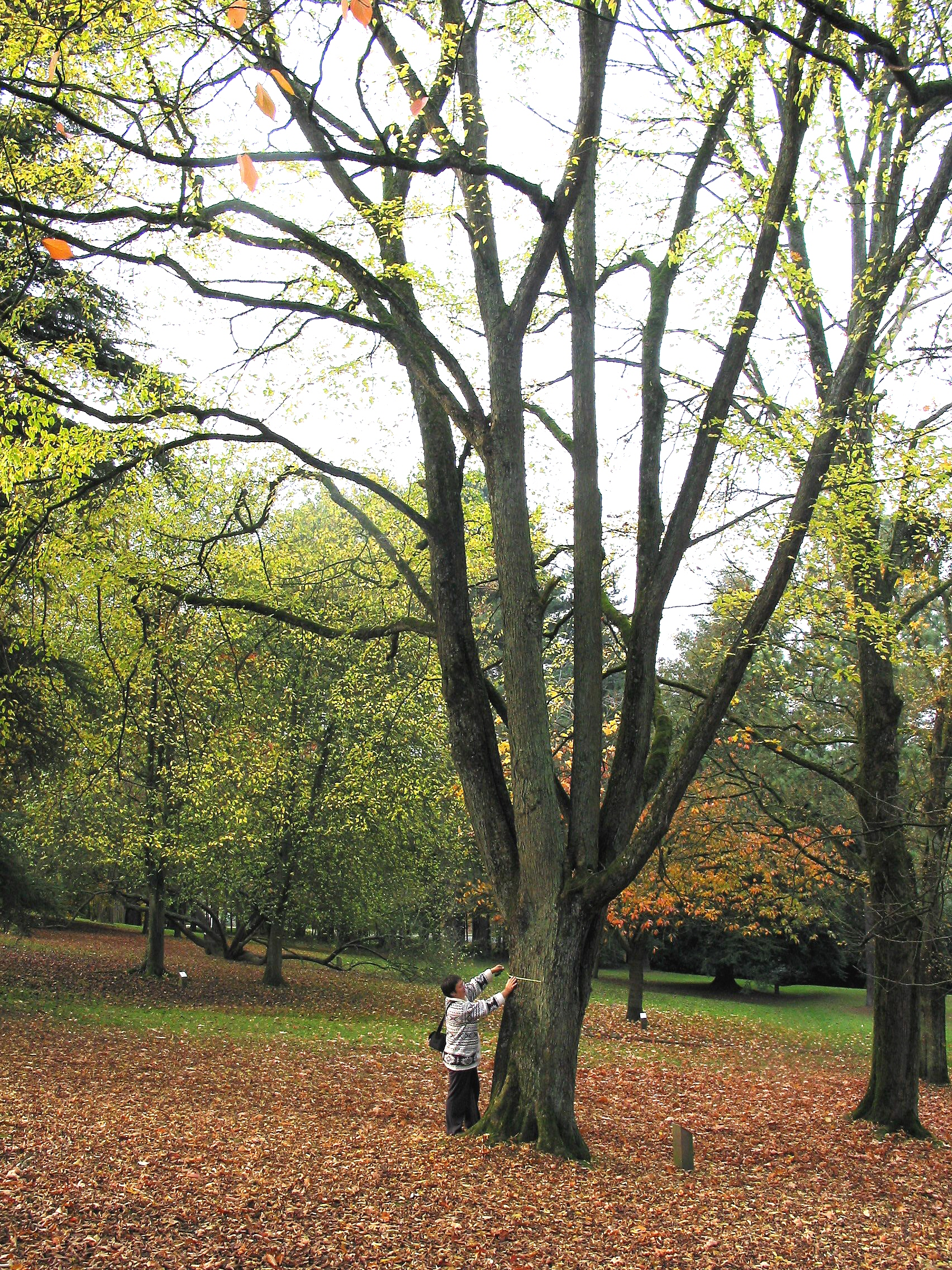
Arbre dénudé à l'automne
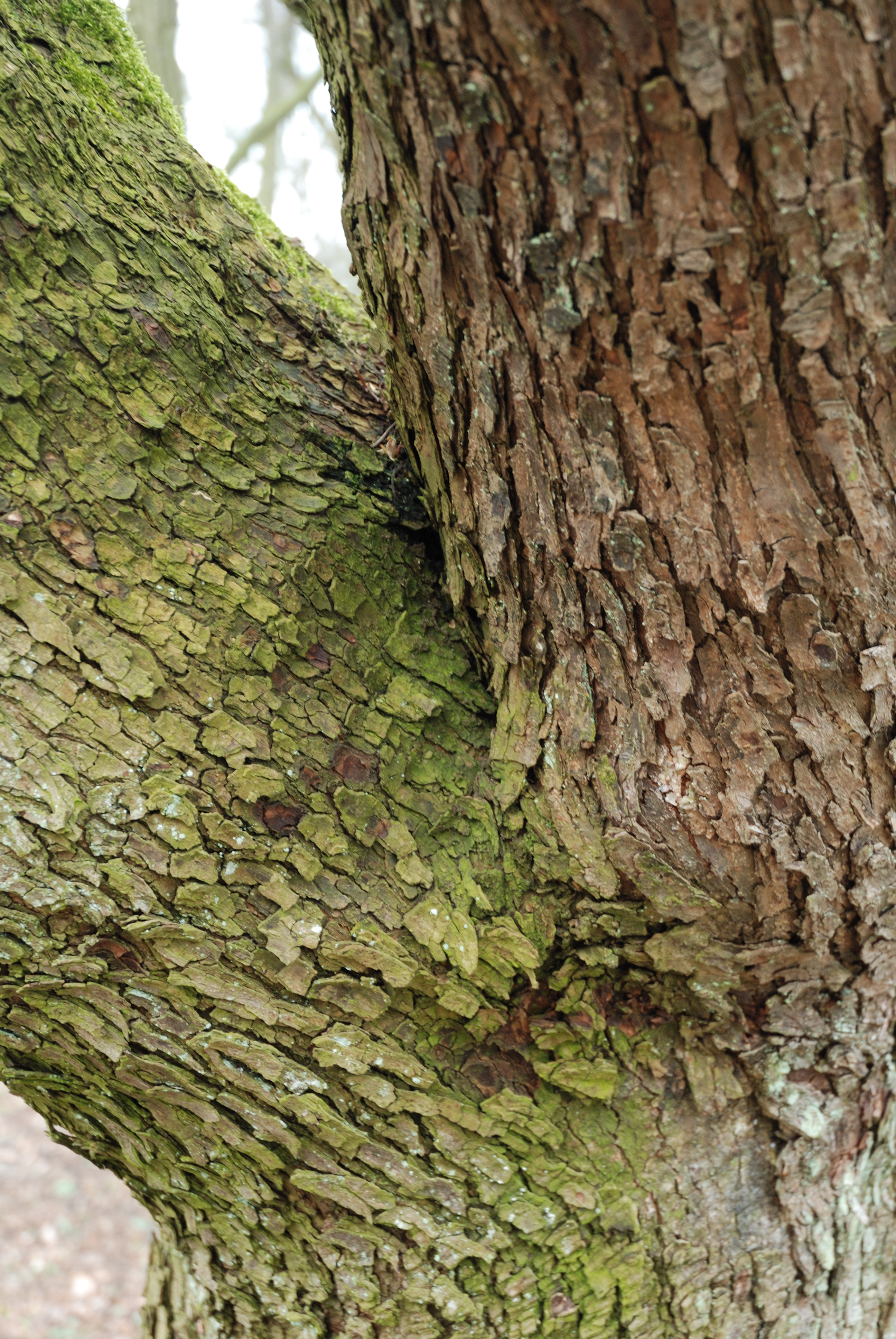
Tronc

## Habitat et répartition
Le charme-houblon pousse entre 300 et 1 000 m d'altitude, de préférence en ubac (versant exposé au nord). On le trouve aussi parfois en adret (versant exposé au sud) à condition de bénéficier d'une bonne humidité atmosphérique.
Cet arbre est présent au sud de l'Europe, depuis les bords de la Méditerranée orientale jusqu'au sud de la Suisse, de l'Autriche et, à l'est, jusqu'en Bulgarie. Sa tolérance relative à la sécheresse explique sa présence dans une grande partie du bassin méditerranéen (du sud-est de la France au Liban). La limite occidentale de son aire de répartition géographique se situe en Ligurie et dans le comté de Nice. En France, il ne pousse spontanément qu'en Corse orientale et dans les Alpes Maritimes.

### Source
- Pierre Lieutaghi, Le Livre des Arbres, Arbustes et Arbrisseaux.